# Francis Clifford
Francis Clifford, född 1 december 1917 i Bristol, död 24 augusti 1975 i London, var en brittisk kriminalförfattare. Pseudonym för Arthur Leonard Bell Thompson.
Clifford var tidigare journalist och tjänstgjorde under andra världskriget i brittiska underrättelsetjänsten. Han skrev därefter thrillers och politiska romaner som såldes i mångmiljonupplagor över hela världen. Han verkade inom den realistiska spionromanens område och hade ofta som centralt tema lojaliteter och mänsklig hänsyn i relation till ett yttre tryck. Flera av hans romaner har blivit filmer, bland annat Gatloppet med Frank Sinatra (Spring för livet!, 1967).

## Priser och utmärkelser
- The Silver Dagger 1969 för Another way
- The Silver Dagger 1974 för The Grosvenor Square Goodbye